# Össjö
Össjö ist ein Ort (tätort) in der schwedischen Provinz Skåne län und der historischen Provinz Schonen. Der Ort in der Gemeinde Ängelholm liegt am Riksväg 13, zwischen Ängelholm und Klippan.

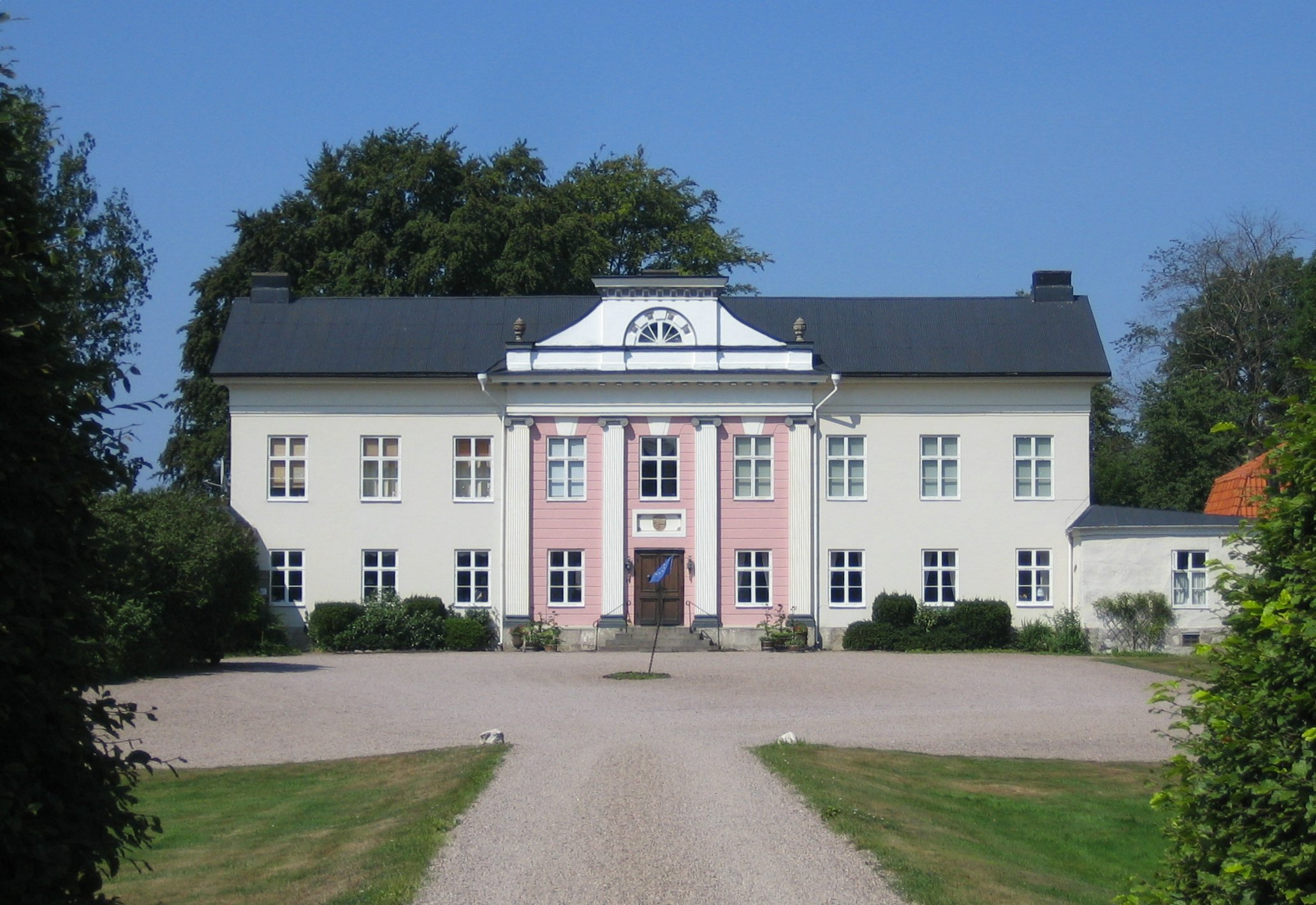
Össjö Gård

## Sehenswürdigkeiten
Im oder am Ort liegen das Gräberfeld von Össjö und Össjö Gård, ein Herrenhaus, das von Adolf Fredrik Tornérhjelm in den Jahren 1814 und 1815 erbaut wurde.

## Persönlichkeiten
- Marie Fredriksson (* 30. Mai 1958 in Össjö; † 9. Dezember 2019), Sängerin der Band Roxette
- Arne Thorén (* 24. März 1927 in Göteborg; † 23. Februar 2003 in Össjö), Journalist und Diplomat